# Kaltstart (Rakete)
Als Kaltstart (englisch cold launching; auch soft launching) wird der Start einer Rakete ohne Betrieb des Raketentriebwerks bezeichnet. Die Rakete wird dabei zunächst aus der Startvorrichtung befördert und zündet erst danach zeitverzögert ihr Triebwerk.
Das Kaltstart-Verfahren kommt in erster Linie im militärischen Bereich zur Anwendung. Typische Anwendungsbeispiele sind der Start von Raketen und Marschflugkörpern von U-Booten, Interkontinentalraketen aus Raketensilos und schultergestützten Flugabwehrraketen oder tragbare Lenkwaffen zur Panzerabwehr.

## Hintergrund und Zweck
Ein Kaltstart gilt prinzipiell als sicherer für die nähere Umgebung. Bei tragbaren Systemen besteht damit deutlich weniger Gefahr für den Bediener des Systems und die Umgebung durch den Antriebsstrahl oder eine Fehlfunktion der Rakete. Vorteile bietet ein Kaltstart auch bei komplexen Startumgebungen wie z. B. U-Boot-gestützten Systemen, die so unter Wasser gestartet werden können. Ein weiterer Vorteil besteht darin, dass der initiale Bewegungsvektor durch eine Änderung der Lage der Rakete vor dem Zünden des Hauptantriebs leicht korrigiert werden kann. Das erlaubt bei mobilen Systemen im Prinzip einen senkrechten Start, unabhängig von der späteren Flugrichtung. Die Nachteile des Kaltstartverfahrens ergeben sich aus der deutlich gesteigerten Komplexität im Startvorgang und den notwendigen zusätzlichen technischen Vorrichtungen.
Die Systeme unterscheiden sich darin, wie die kinetische Energie für die Anfangsphase des Kaltstarts aufgebracht wird. Bei kleineren, schultergestützten Systemen wird die Rakete zunächst mit einer kleinen Sprengladung oder einem Hilfsmotor annähernd horizontal aus dem Startrohr befördert, gegebenenfalls in ihrer Lage korrigiert und erst danach durch ihren Hauptantrieb vorangetrieben. Bei Kurz- und Mittelstreckenraketen oder Marschflugkörpern erfolgt der Start dagegen in der Regel annähernd vertikal. Silogestützte Systeme werden häufig über ein expandierendes Gas – z. B. Druckluft oder Wasserdampf – vertikal aus der Startgrube gehoben, erst danach wird der Raketenantrieb gestartet. Eine initiale Lagekorrektur durch Steuertriebwerke findet hierbei meist nicht statt, da Langstrecken- oder Interkontinentalraketen wegen des geringeren Luftwiderstands möglichst senkrecht gestartet  und erst später nach dem Verlassen der dichteren unteren Atmosphäre in ihrem Kurs korrigiert werden.

## Beispiele

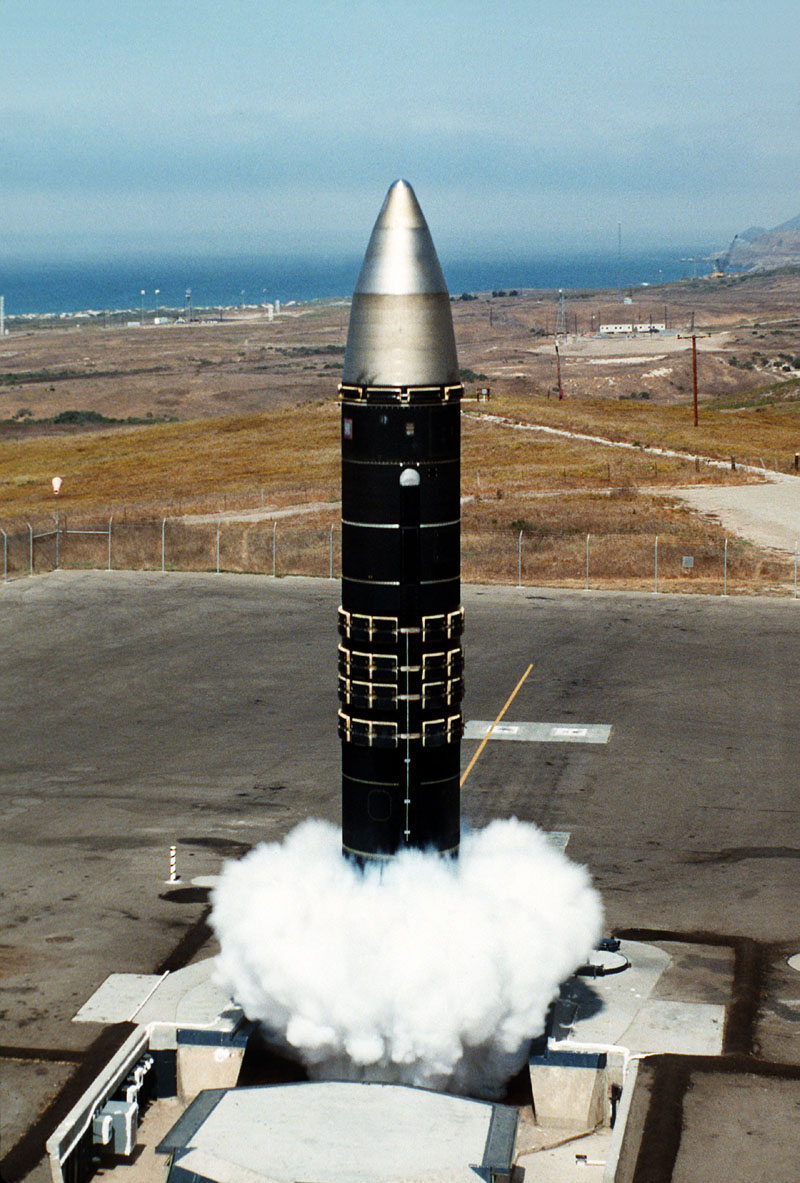
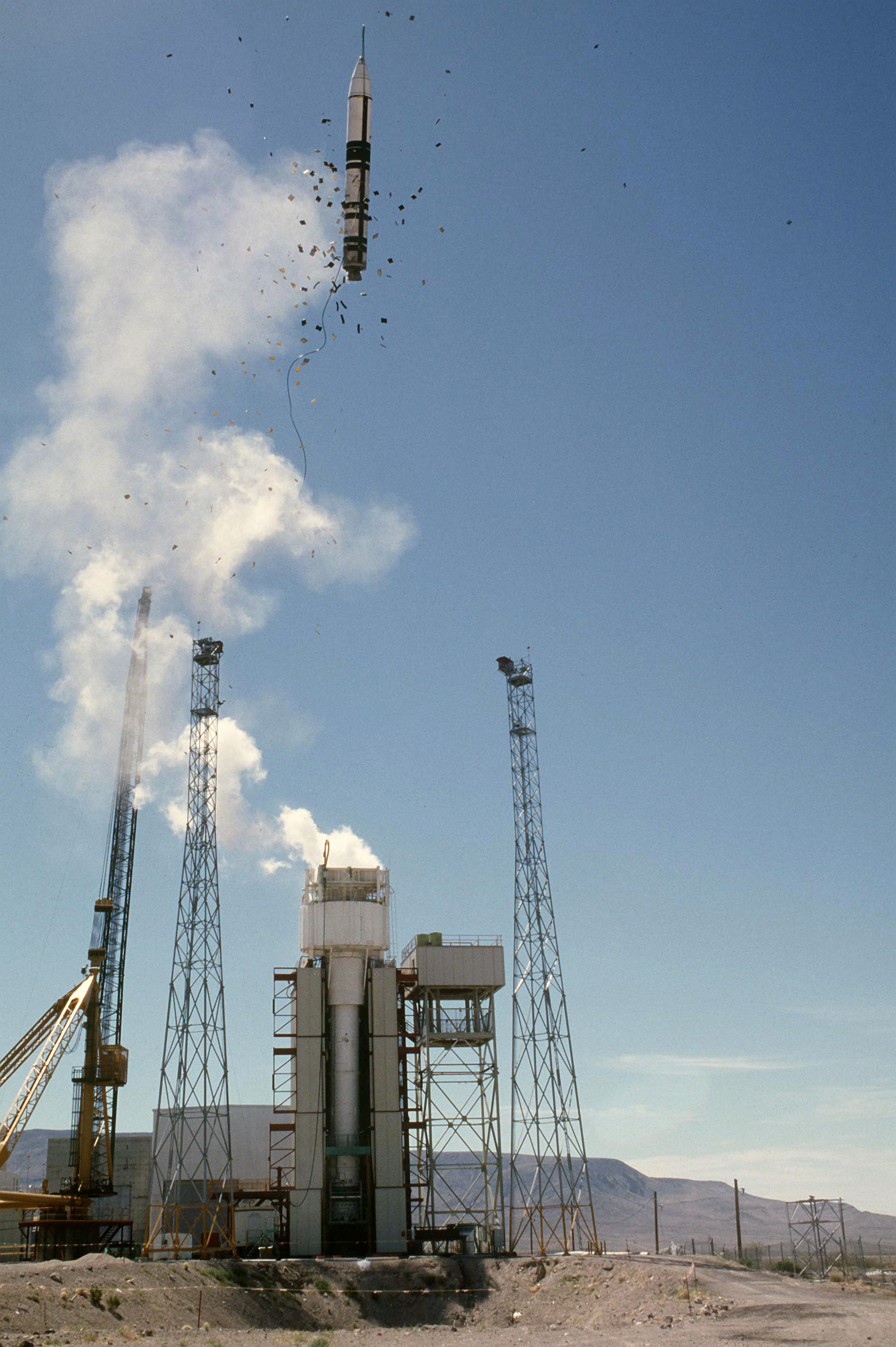
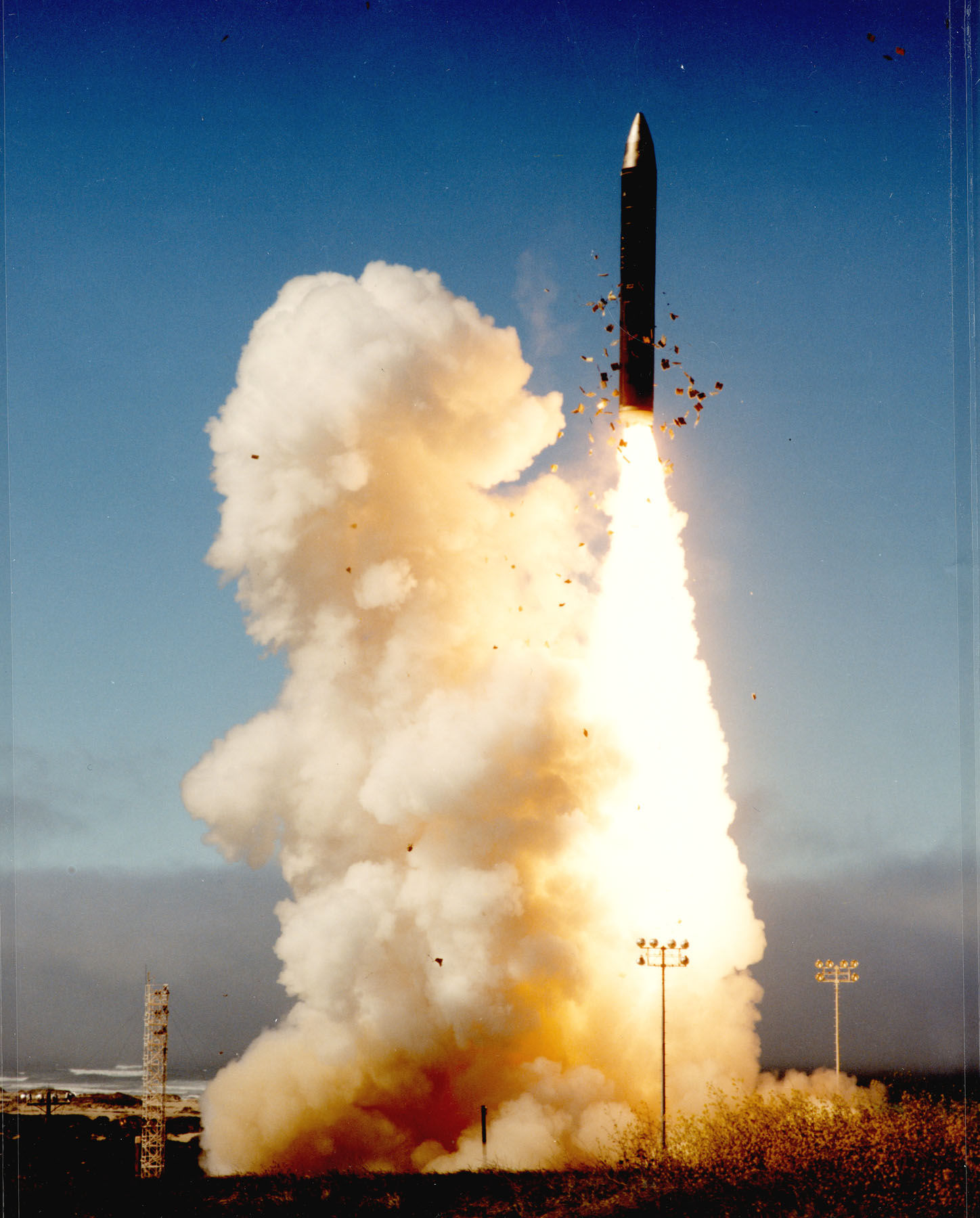

FGM-148 Javelin, schultergestützte Panzerabwehrwaffe
Hilfsmotor befördert Rakete horizontal aus dem Startrohr, anschließende Zündung des Raketenmotors
LGM-118A Peacekeeper, silogestützte Interkontinentalrakete
expandierender Wasserdampf befördert Raketencontainer senkrecht aus dem Silo; Zündung des Raketenmotors etwa 45 bis 60 Meter über dem Boden
UGM-96 Trident I und UGM-133 Trident II, U-Boot-gestützte Interkontinentalrakete (Unterwasserstart)
Abgasstrahl eines kleinen Feststoff-Gasgenerators wird durch Kühlwasser geleitet und verdampft dieses, Dampfdruck befördert Rakete aus dem Startrohr; nach dem Durchdringen der Wasseroberfläche wird der Hauptantrieb gezündet
9K330 Tor, mobiles Flugabwehrraketen-System
senkrechtes Ausstoßen der Rakete über ein expandierendes Gas; grobe Lage- und Richtungskorrektur mittels Steuertriebwerken; Start des Raketenmotors
K-300 Bastion, Raketensystem zur Küstenverteidigung
senkrechtes Ausstoßen durch eine Sprengladung / expandierende Verbrennungsgase; gleichzeitiger Start des Raketenmotors sowie Lage- und Richtungskorrektur mit Steuertriebwerken und Abstoßen des Raketencontainers/Ausklappen der Leitwerke
FIM-92 Stinger, schultergestützte Flugabwehrrakete
2-teiliger Feststoff-Raketenmotor; Startmotor befördert die Rakete ca. 9 Meter horizontal aus dem Startrohr, anschließende Zündung des Flugmotors

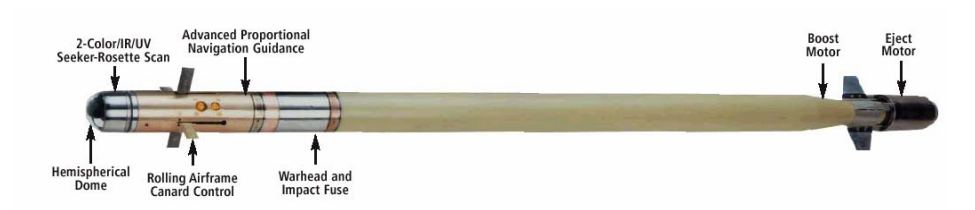
Stinger mit Startmotor am rechten Ende
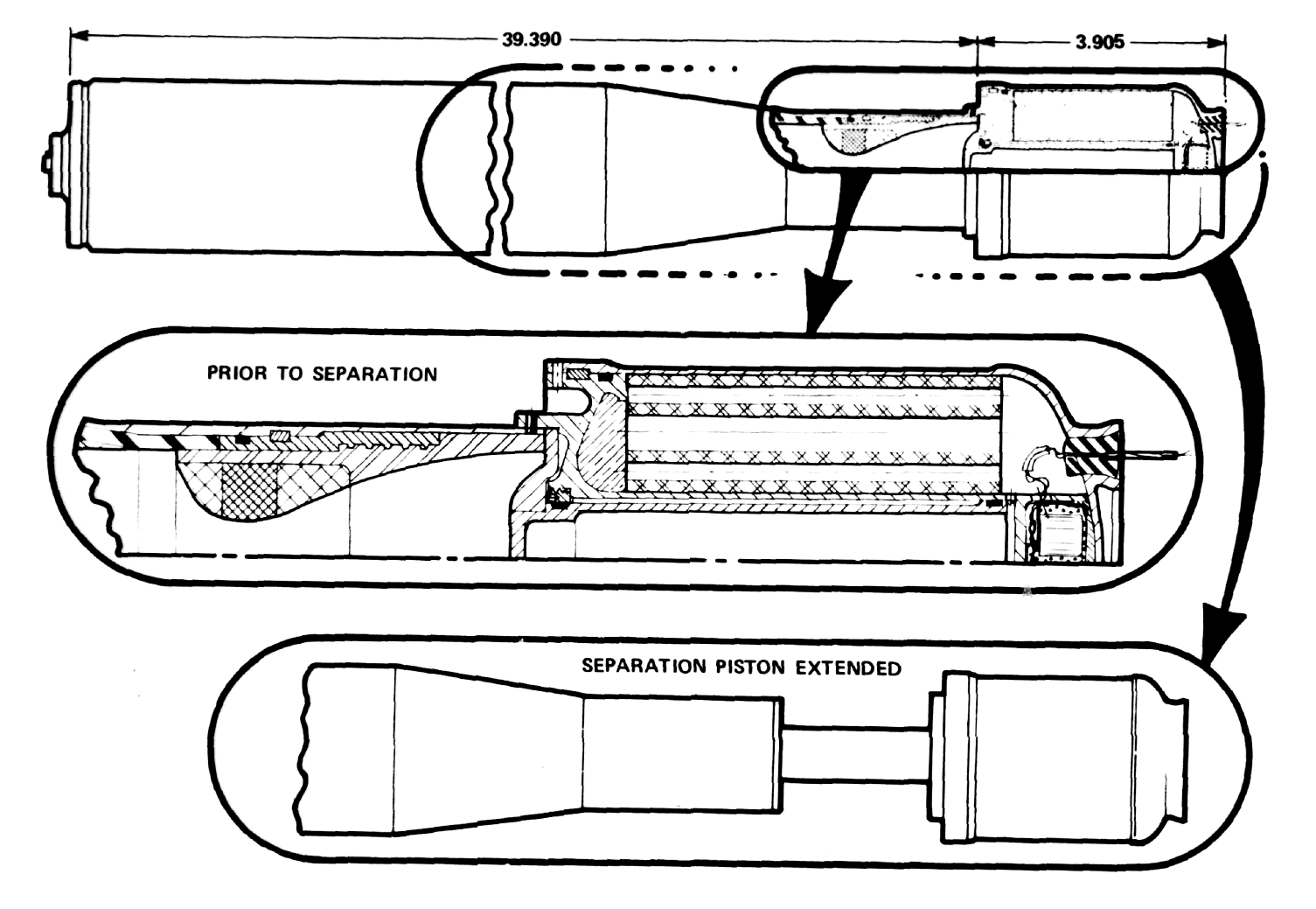
Flugmotor (links) und Startmotor (rechts) vor und während der Trennung

Sonstige Beispiele
Beispiele für Raketen, die grundsätzlich oder optional per Kaltstart gestartet werden:
- BGM-109 Tomahawk (bei Start von U-Boot)
- M51